# 함정임
함정임(咸貞任, 1964년~ )은 대한민국의 소설가, 동아대학교 한국어문학과 교수다. 본관은 강릉.
전라북도 김제에서 태어났으며, 1988년 이화여자대학교 불어불문학과를 졸업했다. 1990년 동아일보 신춘 문예에서 소설 〈광장가는 길〉이 당선되어 등단했다. 1992년 첫소설집 <이야기, 떨어지는 가면>을 출간했고, 이후 <당신의 물고기>, <버스, 지나가다>, <네 마음의 푸른 눈>,  <곡두>, <저녁 식사가 끝난 뒤> 등의 소설집과 나혜석을 매개로 한 메타픽션 <춘하추동>, 잔혹극의 창시자 앙토냉 아르토의 족적을 쫓는 여행서사 <내 남자의 책> 등 장편소설을 펴냈다. 서양 최초의 여성화가 아르테미시아 젠틸레스키의 평전소설 <불멸의 화가 아르테미시아>, 정신의학자 크리스토프 앙드레의 예술치유서 <행복을 주는 그림> 등을 우리말로 옮겼고, 파리예술기행서 <인생의 사용>, 유럽예술묘지기행서 <그리고 나는 베네치아로 갔다>, 세계소설현장기행 <소설가의 여행법>, 세계대학기행서 <세계의 대학을 가다> 등 소설 작업과 예술 문화 기행서들을 왕성하게 집필 연재 출간해왔다. 현재는 동아대학교 인문과학대학 한국어문학과 교수로 재직하고 있다. 문학사상 기자, 작가세계 편집장, 솔출판사 편집부 부장을 지냈다.
1993년 소설가 김소진과 결혼해 슬하에 1남을 두었다. 1997년 4월 김소진과 사별한 후, 2005년에 박형섭 부산대학교 불어불문학과 교수와 재혼하고 부산으로 이주했다. 2006년에 동아대학교 문예창작학과 교수로 정식 임용되어 재직 중이다.